# 岡井大二
岡井 大二（おかい だいじ、1953年7月8日 - ）は、日本の音楽プロデューサー、ドラマー。1974年、四人囃子のドラマーとしてデビュー。プロデューサーとしてL⇔Rなどを手がけた。実父は武蔵野美術大学の教授や同美術学園の学園長を務めたデザイナー・岡井睦明。

## 参加プロジェクト一覧
四人囃子
日本を代表するプログレッシブ・ロックバンドと評される。メンバー・チェンジを重ね、後期はニュー・ウェイヴ的なサウンドに変化した。佐久間正英や森園勝敏を輩出。歴代メンバーの中では、岡井が結成から現在に至るまで在籍を続けている唯一の人物で、バンドのリーダー格である。
L⇔R
1990年代に人気を博したロック・ポップス・バンド。1980年代末、岡井が当時高校生であった黒沢健一（Vo,作曲）の才能を見出し、音楽プロデューサーとしてL⇔R結成段階から深く関わった。全アルバムのプロデュースを岡井が手掛け、ほとんどのレコーディングやツアーにおいてドラムを担当。特に初期作品は岡井・黒沢のポップス・フリークぶりが色濃く反映され、マニアックに作り込まれたサウンドで知られる。黒沢ソロ作の多くでも岡井がプロデュースとドラムを担当。
Science Ministry
2004年、黒沢健一・ホッピー神山と結成した3人組実験ポップス・ユニット。
鼓絆 (COHAN)
御諏訪太鼓の継承者・西野恵を中心とした、和洋楽器混在のグループ。岡井はドラム以外に和太鼓も担当する。その他、坂下秀実（四人囃子）、長沢ヒロ、恒田見（近田春夫&ハルヲフォン）、高橋まことなどが参加。
Republic Saxophone
四人囃子の森園勝敏(Vo,Gt)、大西真(Ba)、石井為人(Key) によるセッション・バンド。旧名"二人羽織" "Public Saxophone"
PEGMO
1980年代、四人囃子の坂下秀実、長沢ヒロなどと結成したコーラス・ポップ・バンド。ひらけ!ポンキッキにて放送された「SOSペンペンコンピュータ」は、テクノ歌謡の代表的楽曲として知られる。鼓絆での再集合を期に2007年には再結成ライブを果たした。
Quiz
1980年代、ベーシストの鳴瀬喜博らと結成したインスト・フュージョンバンド。
ダディ竹千代&東京おとぼけCATS
プロ集団による過激コミックバンド。一時期参加。
伊藤広規プロデュース
尾形和優 with Guitar☆Man S『Ti Amo～希望への光～』（2015年）

## プロデュース／楽曲提供リスト
- a harvest garden - プロデュース
- BARGAINS - プロデュース
- BuCkin Duck - プロデュース
- ピッカピカ音楽館 - 楽曲提供のほか、天沼デン助名義で歌唱も担当
- 貴水博之
- 德永英明